# Tibellus hollidayi
Tibellus hollidayi är en spindelart som beskrevs av Lawrence 1952. Tibellus hollidayi ingår i släktet Tibellus och familjen snabblöparspindlar. Inga underarter finns listade i Catalogue of Life.